# Université adventiste des sciences sanitaires
 (mars 2017).
L’université adventiste des sciences sanitaires, appelé aussi par son acronyme, ADU (en anglais, Adventist University of Health Sciences), est situé à Orlando dans le comté d’Orange en Floride. C’est une institution de l’Église adventiste du septième jour spécialisée dans la formation des infirmiers et des métiers auxiliaires de la médecine. 
L’université se trouve à côté du plus grand hôpital dans le monde, l’hôpital de la Floride, auquel elle est associée, ainsi qu’à l’Adventist Health System (l’organisme du Système de santé adventiste aux États-Unis).  

## Histoire
En 1913, l’hôpital de la Floride démarre sa formation en infirmerie quand le Collège missionnaire du Sud (aujourd’hui, l’université adventiste du Sud) à Collegedale dans le Tennessee lui envoya des étudiants en infirmerie pour qu’ils acquièrent une expérience clinique. 
En 1983, un diplôme en infirmerie de deux ans démarre, suivi peu après par trois autres formations : infirmerie pratique, radiographie et échographie, démarrant ainsi le « Collège des sciences sanitaires de l’hôpital de la Floride ».
En 1998, l’institution commença à décerner des licences. 
En août 2012, il fut renommé « l’université adventiste des sciences sanitaires », décernant aussi des maîtrises.

## Campus
L’université adventiste des sciences sanitaires est répartie sur deux sites : 
- ADU Orlando – est le campus principal, situé sur une péninsule entre le lac Estelle et le lac Winyah derrière le Centre médical de l’hôpital de la Floride au nord du centre d’Orlando[2].

- ADU Denver – est une extension de l’université à Denver, dans le Colorado, à côté de l’hôpital adventiste Porter[3].

### Départements
ADU est organisé en neuf départements décernant des licences et des maîtrises, ainsi qu’un doctorat en physiothérapie :
- Études de médecin assistant ;
- Ergothérapie ;
- Physiothérapie ;
- Infirmerie ;
- Anesthésie ;
- Administration des soins de santé ;
- Sciences biomédicales ;
- Diagnostic médical de l’échographie ;
- Sciences de la radiographie  ;
- Médecine nucléaire (pré-licence)[4] .

### Accréditation
ADU est accrédité par « l’Association du Sud des Universités et des Collèges » des États-Unis, ainsi que par des organismes spécifiques pour des études spécifiques.